# Cnemaspis africana
Cnemaspis africana là một loài thằn lằn trong họ Gekkonidae. Loài này được Werner mô tả khoa học đầu tiên năm 1895.